# ITTF World Tour 2016
 (août 2019).
Si vous disposez d'ouvrages ou d'articles de référence ou si vous connaissez des sites web de qualité traitant du thème abordé ici, merci de compléter l'article en donnant les références utiles à sa vérifiabilité et en les liant à la section « Notes et références ».
Navigation
ITTF World Tour 2015 ITTF World Tour 2017
L'ITTF World Tour 2016 aussi appelé ITTF Pro Tour 2016 est une série de tournois professionnels de tennis de table (masculins et féminins) organisé par l'ITTF. La saison se tient du 20 janvier 2016 au 11 décembre 2016. Le calendrier compte plusieurs catégories de tournois différents : les tournois majeurs Super series, les tournois Major Series et la Grande Finale.
Le Pro Tour 2016 compte 20 tournois, appelés aussi Open, qui comptent pour la qualification pour la Grande Finale.

## Calendrier
Ci-dessous le calendrier des événements, donné par l'ITTF.
- Super Series
- Major Series
- Challenge Series
- Grand Finals

| Tour | Événement                  | Ville         | Localisation                             | Date         | Date         | Prix (USD) |
| Tour | Événement                  | Ville         | Localisation                             | Début        | Fin          | Prix (USD) |
| ---- | -------------------------- | ------------- | ---------------------------------------- | ------------ | ------------ | ---------- |
| 1    | Open de Hongrie            | Budapest      | Tüskecsarnok                             | 20 janvier   | 24 janvier   | 70,000     |
| 2    | Open d'Allemagne           | Berlin        | Max-Schmeling-Halle                      | 27 janvier   | 31 janvier   | 120,000    |
| 3    | Open du Koweït             | Kowait City   | Salwa Sports Club                        | 16 mars      | 20 mars      | 300,000    |
| 4    | Open du Qatar              | Doha          | Ali Bin Hamad Al Attiya Arena            | 23 mars      | 27 mars      | 220,000    |
| 5    | Open du Chili              | Santiago      | Centro de Entrenamiento Olímpico         | 5 avril      | 9 avril      | 35,000     |
| 6    | Open de Pologne            | Varsovie      | Torwar Hall                              | 20 avril     | 24 avril     | 70,000     |
| 7    | Open du Nigéria            | Lagos         | Sir Molade Okoya-Thomas Sports Hall      | 18 mai       | 22 mai       | 46,000     |
| 8    | Open de Croatie            | Zagreb        | Dom Sportova                             | 24 mai       | 28           | 35,000     |
| 9    | Open de Slovénie           | Otočec        | Športni Center Otočec                    | 1er juin     | 5 juin       | 35,000     |
| 10   | Open d'Australie           | Melbourne     | Melbourne Sports and Aquatic Centre (en) | 8 juin       | 12 juin      | 35,000     |
| 11   | Open du Japon              | Tokyo         | Tokyo Metropolitan Gymnasium             | 15 juin      | 19 juin      | 120,000    |
| 12   | Open de Corée du Sud       | Incheon       | Namdong Gymnasium                        | 22 juin      | 26 juin      | 120,000    |
| 13   | Open de Corée du Nord      | Pyongyang     | Chongchun Street Sports Village          | 29 juillet   | 3 juillet    | 35,000     |
| 14   | Open de Bulgarie           | Panagyurishte | Arena Asarel                             | 24 août      | 28 août      | 80,000     |
| 15   | Open de République Tchèque | Olomouc       | Sportovní hala University Palackého      | 31 août      | 4 septembre  | 70,000     |
| 16   | Open de Biélorussie        | Minsk         | Palace of Tennis                         | 7 septembre  | 11 septembre | 35,000     |
| 17   | Open de Chine              | Chengdu       | Sichuan Provincial Gymnasium             | 14 septembre | 18 septembre | 220,000    |
| 18   | Open de Belgique           | De Haan       | Sport- en recreatiecentrum Haneveld      | 20 septembre | 24 septembre | 35,000     |
| 19   | Open d'Autriche            | Linz          | TipsArena Linz                           | 9 novembre   | 13 novembre  | 70,000     |
| 20   | Open de Suède              | Stockholm     | Eriksdalshallen                          | 15 novembre  | 20 novembre  | 70,000     |
| 21   | Grande Finale              | Doha          | Ali Bin Hamad Al Attiya Arena            | 8 décembre   | 11 décembre  | 500,000    |

## Événements

### Vainqueurs
| N°      | Tournoi                                  | Simples messieurs                    | Simples dames                        | Doubles messieurs                    | Doubles dames                        | Simples garçons Moins de 21 ans      | Simples filles Moins de 21 ans       |
|         | Vainqueurs des tournois Super Series     | Vainqueurs des tournois Super Series | Vainqueurs des tournois Super Series | Vainqueurs des tournois Super Series | Vainqueurs des tournois Super Series | Vainqueurs des tournois Super Series | Vainqueurs des tournois Super Series |
| ------- | ---------------------------------------- | ------------------------------------ | ------------------------------------ | ------------------------------------ | ------------------------------------ | ------------------------------------ | ------------------------------------ |
| 2       | Open d'Allemagne                         | Ma Long                              | Wu Yang                              | Masataka Morizono Yuya Oshima        | Jeon Ji-hee Yang Ha-eun              | Yuto Muramatsu                       | Yui Hamamoto                         |
| 3       | Open du Koweït                           | Zhang Jike                           | Li Xiaoxia                           | Xu Xin Zhang Jike                    | Ding Ning Liu Shiwen                 | Hugo Calderano                       | Hina Hayata                          |
| 4       | Open du Qatar                            | Ma Long                              | Liu Shiwen                           | Fan Zhendong Zhang Jike              | Ding Ning Liu Shiwen                 | Ho Kwan Kit                          | Zeng Jian                            |
| 11      | Open du Japon                            | Fan Zhendong                         | Liu Shiwen                           | Ma Long Xu Xin                       | Ding Ning Li Xiaoxia                 | Tomokazu Harimoto                    | Zeng Jian                            |
| 12      | Open de Corée du Sud                     | Xu Xin                               | Ding Ning                            | Xu Xin Zhang Jike                    | Ding Ning Liu Shiwen                 | Lim Jong-hoon                        | Yui Hamamoto                         |
| 17      | Open de Chine                            | Fan Zhendong                         | Ding Ning                            | Ma Long Zhang Jike                   | Chen Meng Zhu Yuling                 | Ho Kwan Kit                          | Zeng Jian                            |
|         | Vainqueurs des tournois Major Series     |                                      |                                      |                                      |                                      |                                      |                                      |
| 1       | Open de Hongrie                          | Chuang Chih-yuan                     | Tie Ya Na                            | Chuang Chih-yuan Huang Sheng-sheng   | Jeon Ji-hee Yang Ha-eun              | Lim Jong-hoon                        | Miyu Kato                            |
| 6       | Open de Pologne                          | Jun Mizutani                         | Miu Hirano                           | Masataka Morizono Yuya Oshima        | Jeon Ji-hee Yang Ha-eun              | Wang Zhixu                           | Miyu Kato                            |
| 14      | Open de Bulgarie                         | Tomáš Konečný                        | Yuka Ishigaki                        | Alexey Liventsov Mikhail Paikov      | Miyu Kato Misaki Morizono            | Liao Cheng-ting                      | Saki Shibata                         |
| 15      | Open de République Tchèque               | Yuto Muramatsu                       | Xiao Xin Yang                        | Cho Eon-rae Park Jeong-woo           | Matilda Ekholm Georgina Póta         | Yuto Muramatsu                       | Yoon Hyo-bin                         |
| 19 (de) | Open d'Autriche                          | Kenta Matsudaira                     | Mima Ito                             | Patrick Franziska Jonathan Groth     | Honoka Hashimoto Hitomi Sato         | Park Gang-hyeon                      | Sakura Mori                          |
| 20 (de) | Open de Suède                            | Yuya Oshima                          | Kasumi Ishikawa                      | Hugo Calderano Gustavo Tsuboi        | Cheng I-ching Lee I-chen             | Kenta Tazoe                          | Choi Hyo-joo                         |
|         | Vainqueurs des tournois Challenge Series |                                      |                                      |                                      |                                      |                                      |                                      |
| 5,      | Open du Chili                            | Antoine Hachard                      | Rachel Moret                         | Antoine Hachard Romain Ruiz          | Maria Lorenzotti Candela Molero      | Florian Schreiner                    | Idalys Lovet                         |
| 7       | Open du Nigéria                          | Benedek Oláh                         | Shao Jieni                           | Andrey Bukin Vasilij Filatov         | Irina Ermakova Olga Kulikova         | Shady Magdy                          | Irina Ciobanu                        |
| 8       | Open de Croatie                          | Joo Sae-hyuk                         | Hitomi Sato                          | Patrick Franziska Jonathan Groth     | Doo Hoi Kem Lee Ho Ching             | Tomislav Pucar                       | Mima Ito                             |
| 9       | Open de Slovénie                         | Jun Mizutani                         | Feng Tianwei                         | Ho Kwan Kit Wong Chun Ting           | Maria Dolgikh Polina Mikhaïlova      | João Geraldo                         | Hitomi Sato                          |
| 10      | Open d'Australie                         | Jun Mizutani                         | Hina Hayata                          | Takuya Jin Yuki Morita               | Honoka Hashimoto Hitomi Sato         | Mizuki Oikawa                        | Miyu Kato                            |
| 13      | Open de Corée du Nord                    | Kang Wi-hun                          | Kim Song-i                           | Cao Wei Xu Yingbin                   | Kim Song-i Ri Myong-sun              | Ro Hyon-song                         | Kim Nam-hae                          |
| 16      | Open de Belgique                         | Sathiyan Gnanasekaran                | Georgina Póta                        | Alexey Liventsov Mikhail Paikov      | Georgina Póta Yulia Prokhorova       | Liao Cheng-ting                      | Kyoka Kato                           |
| 17      | Open de Biélorussie                      | Jang Woo-jin                         | Saki Shibata                         | Jang Woo-jin Lim Jong-hoon           | Honoka Hashimoto Hitomi Sato         | Cho Seung-min                        | Jung Yu-mi                           |
|         | Vainqueurs des grandes finales ITTF      |                                      |                                      |                                      |                                      |                                      |                                      |
| 21 (de) | Grande Finale                            | Ma Long                              | Zhu Yuling                           | Jung Young-sik Lee Sang-su           | Yui Hamamoto Hina Hayata             | Liao Cheng-ting                      | Hina Hayata                          |

### Finalistes

#### Open d'Allemagne
| Catégorie         | Vainqueurs                      | Finalistes               | Score                               |
| ----------------- | ------------------------------- | ------------------------ | ----------------------------------- |
| Simples messieurs | Ma Long                         | Vladimir Samsonov        | 4–1 (11–7, 11–6, 11–4, 10–12, 11–5) |
| Simples dames     | Wu Yang                         | Kasumi Ishikawa          | 4–1 (11–5, 11–7, 9–11, 11–8, 11–7)  |
| Doubles messieurs | Masataka Morizono / Yuya Oshima | Ho Kwan Kit / Tang Peng  | 3–1 (11–8, 8–11, 11–6, 11–2)        |
| Doubles dames     | Jeon Ji-hee / Yang Ha-eun       | Han Ying / Irene Ivancan | 3–1 (11–3, 8–11, 11–7, 11–7)        |

#### Open du Koweït
| Catégorie         | Vainqueurs             | Finalistes              | Score                               |
| ----------------- | ---------------------- | ----------------------- | ----------------------------------- |
| Simples messieurs | Zhang Jike             | Ma Long                 | 4–1 (11–9, 11–9, 5–11, 12–10, 11–9) |
| Simples dames     | Li Xiaoxia             | Ding Ning               | 4–1 (11–6, 2–11, 11–9, 11–9, 11–8)  |
| Doubles messieurs | Xu Xin / Zhang Jike    | Ho Kwan Kit / Tang Peng | 3–1 (6–11, 11–9, 11–8, 11–5)        |
| Doubles dames     | Ding Ning / Liu Shiwen | Li Xiaoxia / Zhu Yuling | 3–0 (11–4, 11–6, 11–5)              |

#### Open du Qatar
| Catégorie         | Vainqueurs                | Finalistes                   | Score                               |
| ----------------- | ------------------------- | ---------------------------- | ----------------------------------- |
| Simples messieurs | Ma Long                   | Fan Zhendong                 | 4–1 (11–9, 11–9, 5–11, 13–11, 11–5) |
| Simples dames     | Liu Shiwen                | Ding Ning                    | 4–1 (11–8, 9–11, 11–8, 11–9, 11–9)  |
| Doubles messieurs | Fan Zhendong / Zhang Jike | Koki Niwa / Maharu Yoshimura | 3–0 (11–8, 11–9, 11–7)              |
| Doubles dames     | Ding Ning / Liu Shiwen    | Ai Fukuhara / Mima Ito       | 3–2 (6–11, 11–9, 11–6, 4–11, 11–7)  |

#### Open du Japon
| Catégorie         | Vainqueurs             | Finalistes                           | Score                                      |
| ----------------- | ---------------------- | ------------------------------------ | ------------------------------------------ |
| Simples messieurs | Fan Zhendong           | Xu Xin                               | 4–1 (11–9, 11–5, 9–11, 11–7, 11–8)         |
| Simples dames     | Liu Shiwen             | Ding Ning                            | 4–2 (17–19, 11–7, 11–6, 8–11, 12–10, 11–7) |
| Doubles messieurs | Ma Long / Xu Xin       | Chuang Chih-yuan / Huang Sheng-sheng | 3–0 (11–4, 11–7, 11–4)                     |
| Doubles dames     | Ding Ning / Li Xiaoxia | Liu Shiwen / Zhu Yuling              | 3–0 (11–7, 11–7, 11–9)                     |

#### Open de Corée du Sud
| Catégorie         | Vainqueurs             | Finalistes                   | Score                                            |
| ----------------- | ---------------------- | ---------------------------- | ------------------------------------------------ |
| Simples messieurs | Xu Xin                 | Ma Long                      | 4–3 (11–7, 12–10, 4–11, 12–10, 7–11, 6–11, 11–9) |
| Simples dames     | Ding Ning              | Liu Shiwen                   | 4–1 (11–9, 11–13, 11–8, 11–6, 11–6)              |
| Doubles messieurs | Xu Xin / Zhang Jike    | Jung Young-sik / Lee Sang-su | 3–0 (12–10, 12–10, 11–8)                         |
| Doubles dames     | Ding Ning / Liu Shiwen | Jeon Ji-hee / Yang Ha-eun    | 3–0 (11–9, 11–7, 11–4)                           |

#### Open de Chine
| Catégorie         | Vainqueurs             | Finalistes             | Score                                      |
| ----------------- | ---------------------- | ---------------------- | ------------------------------------------ |
| Simples messieurs | Fan Zhendong           | Ma Long                | 4–0 (11–9, 13–11, 11–8, 11–5)              |
| Simples dames     | Ding Ning              | Liu Shiwen             | 4–2 (11–6, 8–11, 11–4, 10–12, 12–10, 11–8) |
| Doubles messieurs | Ma Long / Zhang Jike   | Fan Zhendong / Xu Xin  | 3–2 (11–8, 5–11, 4–11, 11–9, 11–5)         |
| Doubles dames     | Chen Meng / Zhu Yuling | Ding Ning / Liu Shiwen | 3–1 (4–11, 11–3, 11–9, 11–5)               |

## Grande Finale

### Participants

#### Simples
| Rank | after all 20 events | Events | Points |
| ---- | ------------------- | ------ | ------ |
| 1    | Ma Long             | 6      | 2,100  |
| 2    | Fan Zhendong        | 5      | 1,700  |
| 3    | Xu Xin              | 5      | 1,300  |
| 4    | Zhang Jike          | 6      | 1,225  |
| 5    | Jun Mizutani        | 7      | 713    |
| 6    | Chuang Chih-yuan    | 8      | 700    |
| 7    | Vladimir Samsonov   | 5      | 700    |
| 8    | Wong Chun Ting      | 8      | 619    |
| 9    | Dimitrij Ovtcharov  | 5      | 550    |
| 10   | Kenta Matsudaira    | 8      | 401    |
| 11   | Yuto Muramatsu      | 6      | 363    |
| 12   | Chen Chien-an       | 10     | 337    |
| 13   | Fang Bo             | 4      | 300    |
| 14   | Jung Young-sik      | 8      | 288    |
| 15   | Yuya Oshima         | 8      | 281    |
| 16   | Tang Peng           | 5      | 275    |
| 17   | Koki Niwa           | 9      | 254    |
| 18   | Marcos Freitas      | 6      | 250    |
| 19   | Tomáš Konečný       | 9      | 234    |
| 20   | Andrej Gaćina       | 7      | 231    |
| 21   | Lee Sang-su         | 8      | 222    |
| 22   | Hugo Calderano      | 7      | 206    |
| 23   | Tiago Apolónia      | 8      | 200    |
| 24   | Ho Kwan Kit         | 11     | 200    |
| 25   | Joo Sae-hyuk        | 4      | 200    |
| 34   | Li Ping             | 5      | 134    |

| Rank | after all 20 events | Events | Points |
| ---- | ------------------- | ------ | ------ |
| 1    | Ding Ning           | 5      | 1,900  |
| 2    | Liu Shiwen          | 5      | 1,700  |
| 3    | Kasumi Ishikawa     | 9      | 881    |
| 4    | Zhu Yuling          | 5      | 800    |
| 5    | Feng Tianwei        | 9      | 612    |
| 6    | Li Xiaoxia          | 2      | 600    |
| 7    | Wu Yang             | 3      | 600    |
| 8    | Tie Ya Na           | 6      | 550    |
| 9    | Cheng I-ching       | 8      | 538    |
| 10   | Mima Ito            | 11     | 525    |
| 11   | Yang Ha-eun         | 10     | 459    |
| 12   | Yuka Ishigaki       | 13     | 451    |
| 13   | Miu Hirano          | 7      | 450    |
| 14   | Han Ying            | 7      | 400    |
| 15   | Lee Ho Ching        | 11     | 362    |
| 16   | Yu Mengyu           | 8      | 362    |
| 17   | Shan Xiaona         | 10     | 360    |
| 18   | Hina Hayata         | 11     | 353    |
| 19   | Seo Hyo-won         | 9      | 338    |
| 20   | Hitomi Sato         | 15     | 326    |
| 21   | Jeon Ji-hee         | 11     | 310    |
| 22   | Ai Fukuhara         | 9      | 307    |
| 23   | Yui Hamamoto        | 13     | 306    |
| 24   | Li Jie              | 4      | 288    |
| 25   | Melek Hu            | 7      | 225    |

- Joueur ayant rempli les critères de qualification et ayant participé à la Grande Finale
- Joueur ayant rempli les critères de qualification et invité à participer à la Grande Finale, mais s'est désisté
- Joueur non qualifié pour la Grande Finale, parce qu'il n'a pas rempli les critères de qualification, ou qui n'est pas arrivé à une position assez haute

#### Doubles
Les huit paires masculines et féminines qui ont participé à au moins quatre opens et accumulé le plus grand nombre de points, en tant que paire, pendant le Pro Tour ITTF 2016 sont invités à jouer à la Grande Finale en décembre.
| Rank | after all 20 events                  | Events | Points |
| ---- | ------------------------------------ | ------ | ------ |
| 1    | Masataka Morizono / Yuya Oshima      | 6      | 632    |
| 2    | Xu Xin / Zhang Jike                  | 2      | 600    |
| 3    | Jung Young-sik / Lee Sang-su         | 8      | 526    |
| 4    | Alexey Liventsov / Mikhail Paikov    | 6      | 488    |
| 5    | Chuang Chih-yuan / Huang Sheng-sheng | 4      | 426    |
| 6    | Patrick Franziska / Jonathan Groth   | 4      | 400    |
| 7    | Ho Kwan Kit / Tang Peng              | 4      | 376    |
| 8    | Fan Zhendong / Zhang Jike            | 2      | 375    |
| 9    | Koki Niwa / Maharu Yoshimura         | 5      | 332    |
| 10   | Hugo Calderano / Gustavo Tsuboi      | 4      | 326    |
| 11   | Ma Long / Xu Xin                     | 2      | 319    |
| 12   | Ma Long / Zhang Jike                 | 1      | 300    |
| 13   | Robin Devos / Cédric Nuytinck        | 8      | 233    |
| 14   | Chen Chien-an / Chiang Hung-chieh    | 7      | 221    |
| 15   | Ho Kwan Kit / Wong Chun Ting         | 4      | 219    |
| 16   | Cho Eon-rae / Park Jeong-woo         | 2      | 206    |
| 17   | Antoine Hachard / Romain Ruiz        | 4      | 188    |
| 18   | Kim Min-hyeok / Park Gang-hyeon      | 5      | 163    |
| 19   | Fan Zhendong Xu Xin                  | 1      | 150    |
| 20   | Fan Zhendong / Ma Long               | 2      | 150    |

| Rank | after all 20 events               | Events | Points |
| ---- | --------------------------------- | ------ | ------ |
| 1    | Jeon Ji-hee / Yang Ha-eun         | 9      | 1082   |
| 2    | Ding Ning / Liu Shiwen            | 4      | 1050   |
| 3    | Honoka Hashimoto / Hitomi Sato    | 11     | 589    |
| 4    | Maria Dolgikh / Polina Mikhaïlova | 7      | 451    |
| 5    | Ding Ning / Li Xiaoxia            | 1      | 300    |
| 6    | Chen Meng / Zhu Yuling            | 1      | 300    |
| 7    | Matilda Ekholm / Georgina Póta    | 3      | 263    |
| 8    | Cheng I-ching / Huang Yi-hua      | 6      | 251    |
| 9    | Doo Hoi Kem / Lee Ho Ching        | 5      | 226    |
| 10   | Cheng I-ching / Lee I-chen        | 2      | 225    |
| 11   | Ai Fukuhara / Mima Ito            | 2      | 225    |
| 12   | Yu Mengyu / Zhou Yihan            | 7      | 208    |
| 13   | Miyu Kato / Misaki Morizono       | 1      | 200    |
| 14   | Han Ying / Irene Ivancan          | 2      | 175    |
| 15   | Jiang Huajun / Tie Yana           | 2      | 175    |
| 16   | Shan Xiaona / Petrissa Solja      | 5      | 158    |
| 17   | Li Xiaoxia / Zhu Yuling           | 1      | 150    |
| 18   | Liu Shiwen / Zhu Yuling           | 1      | 150    |
| 19   | Yui Hamamoto Hina Hayata          | 4      | 145    |
| 20   | Li Jie / Li Qian                  | 2      | 138    |
| 23   | Dóra Madarász Szandra Pergel      | 6      | 120    |

- Paire ayant rempli les critères de qualification et ayant participé à la Grande Finale
- Payant ayant rempli les critères de qualification et invitée à la Grande Finale, mais ayant désisté
- Paire n'ayant participé à la Grande Finale parce qu'elle n'avait pas rempli les critères de qualification ou qu'elle n'était pas assez haut classée

### Palmarès
La Grande Finale du Pro Tour ITTF 2016 a eu lieu du 8 au 11 décembre 2016à l'Ali Bin Hamad Al Attiya Arena à Doha, Qatar.

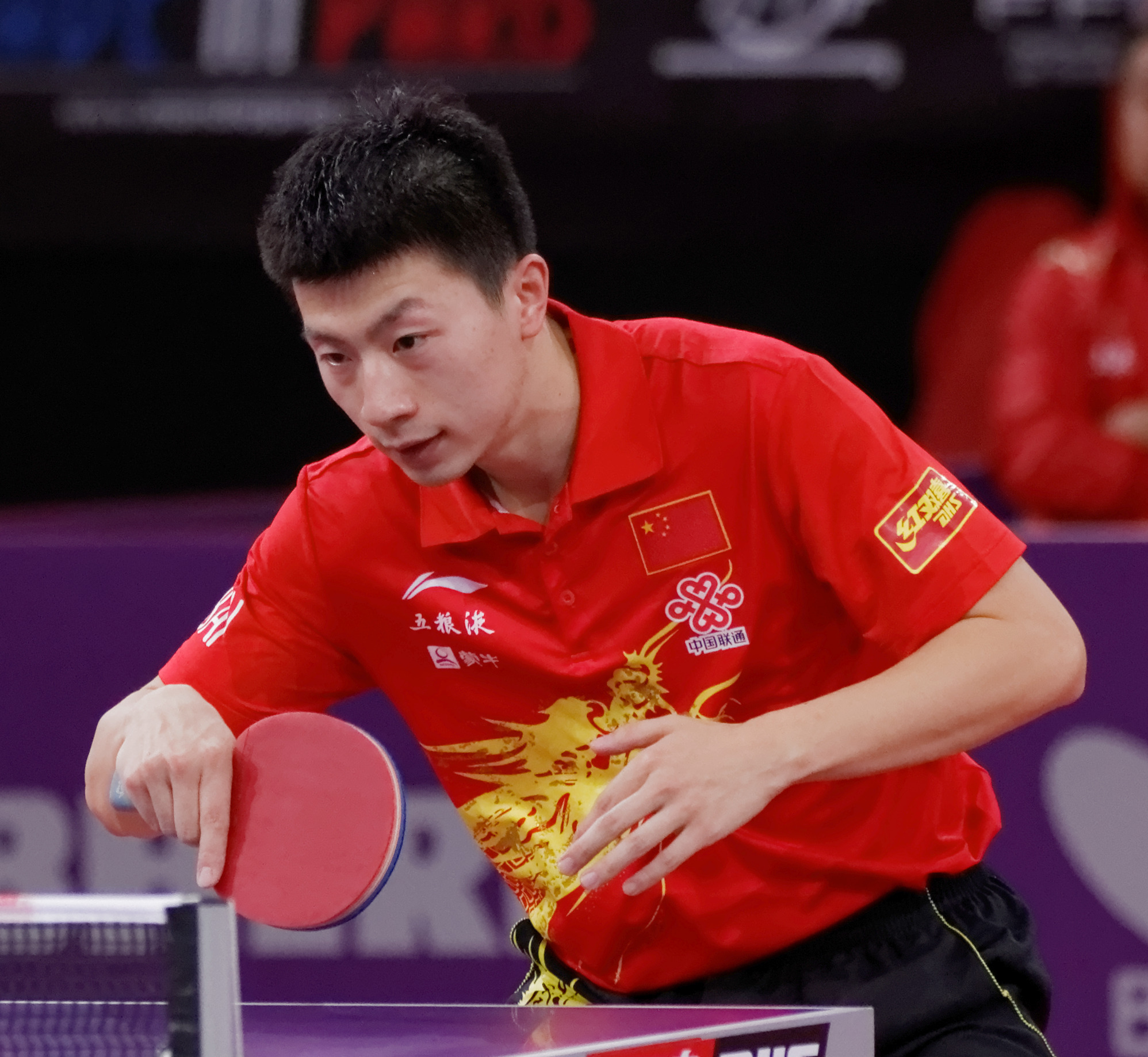
Ma Long

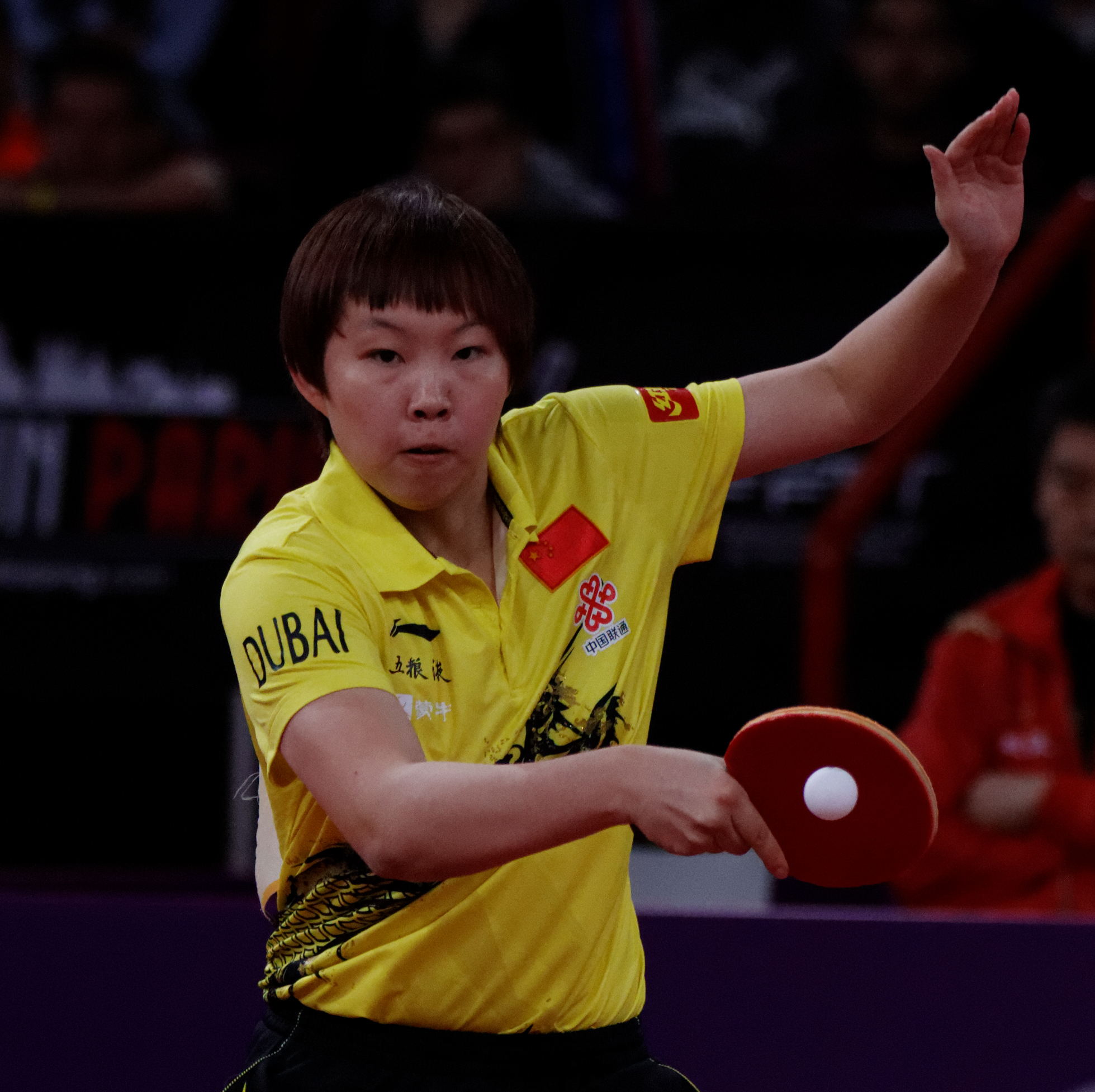
Zhu Yuling

| Event                           | Or                         | Argent                        | Bronze                          |
| ------------------------------- | -------------------------- | ----------------------------- | ------------------------------- |
| Simples messieurs               | Ma Long                    | Fan Zhendong                  | Jung Young-sik                  |
| Simples messieurs               | Ma Long                    | Fan Zhendong                  | Xu Xin                          |
| Simples dames                   | Zhu Yuling                 | Han Ying                      | Miu Hirano                      |
| Simples dames                   | Zhu Yuling                 | Han Ying                      | Kasumi Ishikawa                 |
| Doubles messieurs               | Jung Young-sik Lee Sang-su | Masataka Morizono Yuya Oshima | Ho Kwan Kit Tang Peng           |
| Doubles messieurs               | Jung Young-sik Lee Sang-su | Masataka Morizono Yuya Oshima | Alexey Liventsov Mikhail Paikov |
| Doubles dames                   | Yui Hamamoto Hina Hayata   | Doo Hoi Kem Lee Ho Ching      | Honoka Hashimoto Hitomi Sato    |
| Doubles dames                   | Yui Hamamoto Hina Hayata   | Doo Hoi Kem Lee Ho Ching      | Jeon Ji-hee Yang Ha-eun         |
| Simples Garçons moins de 21 ans | Liao Cheng-ting            | Yuto Muramatsu                | Can Akkuzu                      |
| Simples Garçons moins de 21 ans | Liao Cheng-ting            | Yuto Muramatsu                | Mizuki Oikawa                   |
| Simples Filles moins de 21 ans  | Hina Hayata                | Doo Hoi Kem                   | Yui Hamamoto                    |
| Simples Filles moins de 21 ans  | Hina Hayata                | Doo Hoi Kem                   | Miyu Kato                       |

## Récompense des stars ITTF
La cérémonie de récompense des stars ITTF 2016 s'est déroulée le premier soir de la Grande Finale au Sheraton Grand Doha, le 8 décembre.
Les récompenses sont données dans huit catégories :
- Star masculine du tennis de table :  Ma Long
- Star féminine du tennis de table :  Ding Ning
- Star para du tennis de table :  Laurens Devos
- Star féminine para du tennis de table :  Liu Jing
- Coach Star du tennis de table:  Liu Guoliang
- Star de la percée au tennis de table :  Miu Hirano
- Star du plus beau point de tennis de table :  Fan Zhendong at the 2016 Japan Open
- Star du Fair-play :  Rinad Fathy